# 1 августа (пилотажная группа)
«1 августа» (кит. 八一飞行, Бо И) — пилотажная группа китайских ВВС. Группа летает на шести истребителях Chengdu J-10. Эскадрилья названа в честь даты основания Народно-освободительной армии Китая. Сформирована в 1962 году. На счету подразделения более пятисот выступлений для делегаций из 166 стран и регионов мира, а в августе 2013 года «1 августа» впервые выступила за пределами КНР на подмосковном авиасалоне МАКС.

## Самолёты
Группа «1 августа» первоначально была укомплектована учебно-тренировочными самолётами Shenyang J-5 — китайской версии советского истребителя МиГ-17. Впоследствии они были заменены на аналоги МиГ-21 — Chengdu J-7ЕВ и обновлённой версией J-7GB в 2001 году. В составе авиагруппы находятся 8 самолётов, но фактически в авиашоу участвуют 6 истребителей.
В мае 2009 года авиапарк группы обновили новейшими многоцелевыми истребителями Chengdu J-10.

## База
Пилотажная группа «1 августа» базируется на авиабазе Янцунь (Мэйчун) недалеко от города Тяньцзинь. Входит в 24-й истребительный полк ВВС.

## Происшествия
- Июнь 1997 года — 3 самолёта разбились во время тренировочного полёта в Тяньцзине
- 15 сентября 1998 года — катастрофа самолёта недалеко от аэропорта Чунмин
- 14 июля 2009 года — на авиабазе Янцунь во время тренировки к ближайшему празднику 1 октября потерпел крушение один самолёт J-7GB